# Shepherd (Michigan)
Pour les articles homonymes, voir Shepherd.
Shepherd est un village du Michigan situé dans le comté d'Isabella.
Sa population est de 1 515 habitants en 2010.
Le village est connu pour son festival du sirop d'érable (Maple Syrup Festival) qui a lieu tous les ans au mois d'avril depuis 1959.